# Atlético El Vigía Fútbol Club
L'Atlético El Vigía Fútbol Club è una società calcistica di El Vigía, Venezuela. Milita nella Primera División Venezolana, la massima divisione del campionato nazionale.
Fondato nel 1986 con il nome di Vigía Fútbol Club, ottenne la promozione in Primera División per la stagione 2002/03 retrocedendo lo stesso anno. Rimase in Segnunda División fino alla stagione 2006/07, anno in cui vinse il campionato ottenendo la promozione nel massimo campionato nazionale.

## Palmarès
- Segnunda División

(3): 1993 - 2003 - 2007

## Stadio
L'Estadio Ramón "Gato" Hernández, precedentemente noto come Estadio 12 de Febrero, è un impianto calcistico situato nello stato di Mérida, precisamente nella città di El Vigía. Dal 2001 è utilizzato dal club. Ha una capacità stimata in circa 12800 spettatori.

## Rosa 2008/2009
| N. |                      | Ruolo | Calciatore       |
| -- | -------------------- | ----- | ---------------- |
|    | Colombia (bandiera)  | P     | Edward Ibardo    |
|    | Venezuela (bandiera) | P     | Javier Peña      |
|    | Venezuela (bandiera) | P     | Víctor Rangel    |
|    | Venezuela (bandiera) | D     | Néstor Acosta    |
|    | Venezuela (bandiera) | D     | Alveiro Aislant  |
|    | Venezuela (bandiera) | D     | Janner Aislant   |
|    | Colombia (bandiera)  | D     | Elkin Amador     |
|    | Venezuela (bandiera) | D     | Ever Avendaño    |
|    | Venezuela (bandiera) | D     | Raúl Carmona     |
|    | Venezuela (bandiera) | D     | Emilio Guerrero  |
|    | Venezuela (bandiera) | D     | Alonso Lopez     |
|    | Venezuela (bandiera) | D     | José Puente      |
|    | Venezuela (bandiera) | C     | José Acosta      |
|    | Colombia (bandiera)  | C     | Wilinton Arrieta |

| N. |                      | Ruolo | Calciatore         |
| -- | -------------------- | ----- | ------------------ |
|    | Venezuela (bandiera) | C     | Jorge Guerra       |
|    | Venezuela (bandiera) | C     | Carlos Guerra      |
|    | Venezuela (bandiera) | C     | Hader Hurtado      |
|    | Colombia (bandiera)  | C     | Fabián Muñoz       |
|    | Colombia (bandiera)  | C     | Orlando Rengifo    |
|    | Venezuela (bandiera) | C     | Wislintos Rentería |
|    | Venezuela (bandiera) | C     | William Vargas     |
|    | Venezuela (bandiera) | C     | Víctor Villareal   |
|    | Colombia (bandiera)  | A     | Amir Buelvas       |
|    | Colombia (bandiera)  | A     | Andrés Buelvas     |
|    | Colombia (bandiera)  | A     | Juan Caro          |
|    | Venezuela (bandiera) | A     | Alfredo Contreras  |
|    | Colombia (bandiera)  | A     | Wilmer Duarte      |
|    | Venezuela (bandiera) | A     | William García     |